# Morning Runner

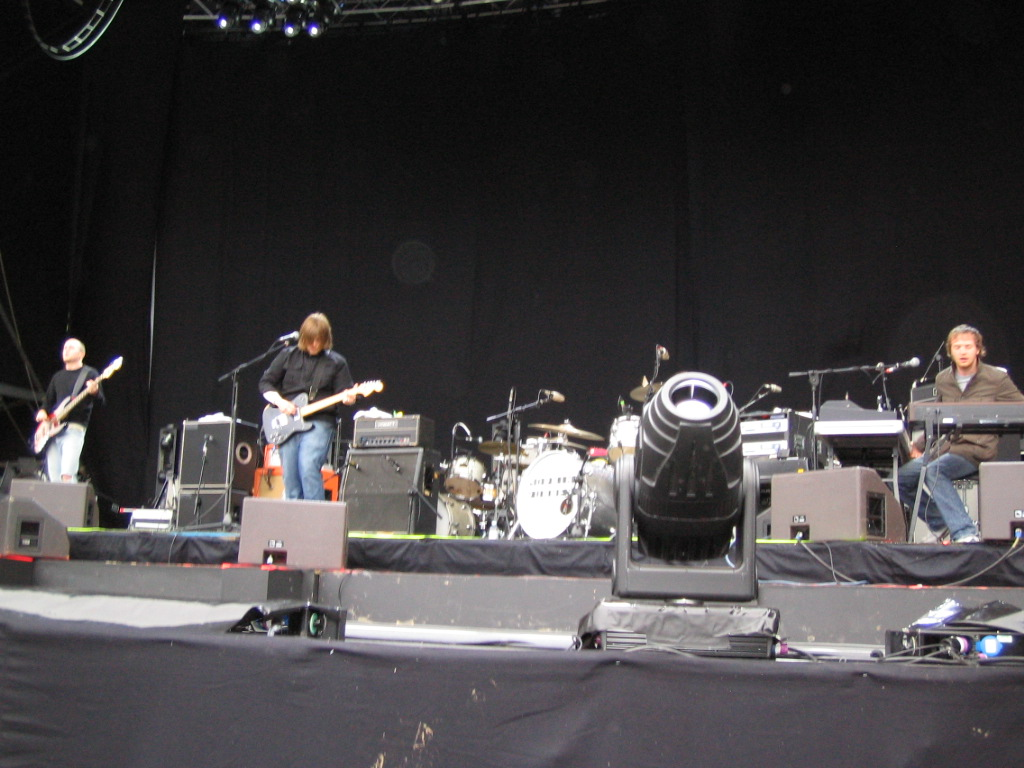
Morning Runner

Morning Runner war eine britische Rockband, die 2003 in Reading, Berkshire gegründet wurde, als alle Bandmitglieder noch in anderen Bands spielten.

## Geschichte
Die Band bestand aus dem Sänger und Gitarristen Mathew Greener, dem Bassisten Tom Derrett, dem Schlagzeuger Ali Clewer und dem Pianisten Chris Wheatcroft. Die Band spielte viele Konzerte in der englischen Provinz und errang so einen relativ schnellen regionalen Bekanntheitsgrad. Vom Stil her sind/waren Morning Runner eine Mischung aus verschiedenen Einflüssen des Britpops der letzten Jahre – von Oasis über Blur und die Yeah Yeah Yeahs bis hin zu The Verve.
2003 erhielt die Band dann von dem Manchester Indie-Label „Faith & Hope Records“ einen Plattenvertrag und brachten 2004 ihre erste EP heraus. Ein Jahr später wurde die Band von Parlophone unter Vertrag genommen.
2005 erschien zuerst die Drawing Shapes EP, im Sommer des gleichen Jahres mit Gone Up In Flames dann noch die erste Single, welche im UK durchaus für Aufmerksamkeit sorgte. In der Folge waren Morning Runner permanent auf Tour, u. a. mit Bloc Party, Ian Brown und Coldplay. Besonders Chris Martin, der Frontmann von Coldplay, zeigte sich von dem jungen Quartett begeistert.
Es folgten noch die Singles Be all you want me to be (Herbst 2005) und Burning Benches (Februar 2006), letztere knackte in England sogar die Top 20. Durch eine Tourpause hatten Morning Runner die Zeit, ein Debütalbum aufzunehmen.
Das Debütalbum Wilderness is Paradise Now erschien im März 2006 und erhielt gute Kritiken. Darauffolgend gingen Morning Runner auf ihre erste kleine Headliner-Tour durch England, bevor sie weiter als Vorgruppe von Embrace einige Konzerte spielten. Im Rahmen der Haldern Pop Tour kamen sie auch erstmals nach Deutschland.
Für 2007 war die Fertigstellung des zweiten Studioalbums geplant, doch im August 2007 löste sich die Band auf.

## Diskografie

### Alben
| Jahr | Titel                      | Höchstplatzierung, Gesamtwochen, AuszeichnungChartsChartplatzierungen (Jahr, Titel, Platzierungen, Wochen, Auszeichnungen, Anmerkungen) | Anmerkungen |
| Jahr | Titel                      | UK | Anmerkungen |
| ---- | -------------------------- | --- | ----------- |
| 2006 | Wilderness Is Paradise Now | UK25 (2 Wo.)UK |             |

### EPs
| Jahr | Titel Album    | Höchstplatzierung, Gesamtwochen, AuszeichnungChartsChartplatzierungen (Jahr, Titel, Album, Platzierungen, Wochen, Auszeichnungen, Anmerkungen) | Anmerkungen |
| Jahr | Titel Album    | UK | Anmerkungen |
| ---- | -------------- | --- | ----------- |
| 2005 | Drawing Shapes | UK70 (1 Wo.)UK |             |

Weitere EPs
- 2004: The Great Escape

### Singles und EPs
| Jahr | Titel Album                                         | Höchstplatzierung, Gesamtwochen, AuszeichnungChartsChartplatzierungen (Jahr, Titel, Album, Platzierungen, Wochen, Auszeichnungen, Anmerkungen) | Anmerkungen |
| Jahr | Titel Album                                         | UK | Anmerkungen |
| ---- | --------------------------------------------------- | --- | ----------- |
| 2005 | Gone Up in Flames Wilderness Is Paradise Now        | UK39 (2 Wo.)UK |             |
| 2005 | Be All You Want Me to Be Wilderness Is Paradise Now | UK44 (2 Wo.)UK |             |
| 2006 | Burning Benches Wilderness Is Paradise Now          | UK19 (3 Wo.)UK |             |
| 2006 | The Great Escape Wilderness Is Paradise Now         | UK56 (1 Wo.)UK |             |

Weitere Singles
- 2005: Have a Good Time
- 2006: Oceans